# Тетрателлурид пентаниобия
Тетрателлурид пентаниобия — бинарное неорганическое соединение
ниобия и теллура
с формулой Nb5Te4,
кристаллы.

## Получение
- Сплавление стехиометрических количеств чистых веществ:

{\displaystyle {\mathsf {5Nb+4Te\ {\xrightarrow {500-1350^{o}C}}\ Nb_{5}Te_{4}}}}

## Физические свойства
Тетрателлурид пентаниобия образует кристаллы
тетрагональной сингонии,
пространственная группа I 4/m,
параметры ячейки a = 1,0231 нм, c = 0,31794 нм, Z = 2
.